# Primera División de España 2006-07
La temporada de la Primera División española 2006-07 de fútbol (76.ª edición), comenzó el 27 de agosto de 2006 y terminó el 17 de junio de 2007 con el triunfo del Real Madrid.
En la penúltima jornada de Liga, el Real Madrid y el Barcelona llegaron empatados en puntos y con el goal average a favor de los merengues. Ambos partidos eran simultáneos debido a que estaba el título en juego. En el minuto 89 el Barcelona ganaba 2-1 al Espanyol y el Real Madrid perdía por el mismo resultado en La Romareda ante el Real Zaragoza. En ese minuto Ruud van Nistelrooy, empató el partido para el Real Madrid y 18 segundos después, Raúl Tamudo puso también el 2-2 en el Camp Nou dejando al Real Madrid de nuevo líder faltando ya solo la última jornada.
El Real Madrid rompía así una racha negativa de tres temporadas sin títulos. Por su parte, la Real Sociedad descendió después de cuarenta años consecutivos en Primera División.
Esta edición del campeonato estuvo marcada por la incidencia de lesiones de rodilla (especialmente del ligamento cruzado anterior) en un importante número de jugadores, lo que llevó a que la 2006-07 fuese conocida como "La Liga de las camillas".

## Crónica

### Campeonato
En el año 2006, los grandes clubes de la Liga se encontraban en una buena situación económica que les permitió reforzarse, lo cual garantizó que, por primera vez en años, varios equipos serían lo bastante competitivos para luchar por el título. Distinta era la situación en Italia, donde un escándalo de compra de partidos acabó con severas sanciones, incluyendo el descenso administrativo de la Juventus de Turín, lo que conllevó que sus estrellas dejaran el club, algunas de ellas para probar suerte en España.
Como favorito indiscutible partía el FC Barcelona, campeón de Liga y de Europa, que mejoró una plantilla ya espectacular (con Ronaldinho, Samuel Eto'o, Lionel Messi, Xavi, Puyol...) con la llegada de los campeones mundiales Gianluca Zambrotta y Lilian Thuram desde la Juventus. Del rival europeo Chelsea FC llegó el islandés Eidur Gudjohnsen, que sustituiría al retirado Larsson. Con un equipo aún más potente que el de la anterior campaña, los azulgrana presentaban su candidatura a todos los trofeos.
En un Real Madrid colmado de urgencias tras tres años sin títulos y descabezado por la dimisión de Florentino Pérez, las elecciones a presidente dieron como ganador a Ramón Calderón, que prometió el fichaje de Kaká. No llegó el brasileño del Milan, pero los blancos se aseguraron la llegada del técnico Fabio Capello (que ganó una Liga con el Madrid diez años antes). Para reforzar el juego defensivo, el Madrid contrató a Fabio Cannavaro, capitán de la Italia campeona del Mundo, y a los centrocampistas defensivos Emerson y Mahamadou Diarra. Completaron la plantilla Ruud van Nistelrooy, uno de los mejores delanteros de Europa, que ya coincidió con Beckham en el Manchester United, y José Antonio Reyes, cedido por el Arsenal a cambio de Baptista.
El Valencia CF se reforzó repatriando desde la Premier a Fernando Morientes y Asier del Horno. Ambos jugadores buscaban desquitarse de no haber jugado el Mundial con España aspirando a ganar el título de Liga en el equipo valenciano. En los últimos días el club ché se hizo con el fichaje más caro del verano: 25 millones de euros por Joaquín, jugador franquicia del Betis. Por su parte el Sevilla FC, asentado en la zona alta de la Liga tras tres años entrando en Europa, decidió dar un paso más y pelear por el campeonato. El club mantuvo todos los pilares de una potente plantilla (Alves, Luis Fabiano, Jesús Navas, Kanoute...) y llegó Christian Poulsen desde el Schalke 04. El Sevilla se preparaba para vivir la temporada más apasionante de su historia.
El campeón de España y Europa, el Barça, ganó sin problemas la Supercopa nacional al Espanyol, pero sufrió un terremoto al caer goleado por el Sevilla (3-0) en la Supercopa de Europa. Quedó en evidencia que el dominio de los azulgrana, absoluto durante los dos años anteriores, no era inalterable. Pasadas las primeras jornadas de la Liga, el Barcelona se situaba en el liderato, ganando sus partidos, aunque sin la facilidad y el espectáculo exhibidos en 2004 y 2005. Y fallando ante sus rivales: empate ante el Valencia y derrota en el Bernabéu por 2-0, goles de Raúl y Van Nistelrooy. La dupla defensiva Emerson-Diarra borró del césped el talento del mediocampo azulgrana (Xavi, Iniesta y Deco), infalible hasta entonces.
Antes del Clásico, el delantero camerunés del Barça, Samuel Eto'o, se lesionó en el menisco y pasó cuatro meses fuera de la competición. La suya fue una más de las muchas dolencias graves de rodilla que se sucedieron en los primeros meses de la Liga. Maxi Rodríguez, Nihat, Mario Regueiro y Robert Pires fueron algunas de las víctimas de esta "plaga" de lesiones y forzados a perderse toda la temporada.
El Real Madrid rendía mucho mejor lejos del Bernabéu que en su estadio. Dejaba escapar puntos en casa, pero a domicilio era infalible, especialmente gracias al olfato goleador de Van Nistelrooy. Su actuación en El Sadar ante Osasuna, donde marcó cuatro goles, fue memorable. Era la punta de lanza del Real Madrid, después de que Capello intentara sin éxito hacer que Ronaldo y Cassano recuperaran la forma. El brasileño agotó la paciencia del técnico y fue traspasado en enero al AC Milan por 7,5 millones de euros, anotando un solo gol en su última temporada de blanco. El invierno fue difícil para el Madrid: cayó del segundo al cuarto puesto tras una mala racha de 4 victorias, 4 empates y 5 derrotas, incluyendo una goleada en casa (0-3) ante el modesto Recreativo de Huelva, la sorpresa del año. Esto llevó a los madridistas a reforzarse en invierno con los jóvenes Marcelo, Gago e Higuaín.
En el Barcelona, la lesión de Etoo dejaba a Ronaldinho y al emergente Lionel Messi como referencias ofensivas. La defensa azulgrana era solvente: excepto en una derrota por 3-1 contra el Espanyol, no recibió más de un gol por partido durante 15 jornadas, y Víctor Valdés se estableció como un especialista en parar penaltis. Pero la que iba a ser una noticia feliz, el regreso de Etoo en el partido ante el Racing, se tornó en un incendio. El camerunés dio una sorpresiva rueda de prensa en Villafranca del Panadés en la que acometió duramente contra Ronaldinho y parte del cuerpo directivo. Anunció que el vestuario se había partido en dos: un bando comandado por él, partidario del presidente Laporta, y otro dirigido por el brasileño y Deco, que apoyaban a Sandro Rosell, directivo dimitido que inició a hacer oposición al presidente. Al día siguiente, los dos delanteros azulgrana se abrazaron ante la prensa, dando a entender que se había solucionado el cisma.
Mientras tanto, Sevilla vivía una temporada eufórica con la trayectoria de su club rojiblanco. El equipo explotó todo su potencial, y aprovechando los problemas de Barça y Madrid, se puso líder de la Liga. Sus estrellas, especialmente Dani Alves y Kanouté dieron un rendimiento espectacular. Además de comandar la clasificación, el Sevilla ganó al club catalán y al Real Madrid en sus duelos directos y seguía avanzando eliminatorias en la Copa del Rey y la UEFA, llegando hasta la final en ambos.
Con este panorama, llegaron al mes de marzo los dos grandes de la Liga, Barça y Real Madrid, a la vuelta del Clásico en el Camp Nou. Ambos equipos acababan de ser eliminados en octavos de Champions por el Liverpool de Rafa Benítez y el Bayern, respectivamente. El encuentro acabó 3-3, con el Real Madrid adelantándose siempre en el marcador y el Barcelona igualando cada vez, empatando Messi de forma agónica en el descuento. El crack argentino hizo su primer hat-trick como profesional en un partido en el que se vio a los dos equipos recuperando las ganas de competir y de disputarse la Liga. El Real Madrid inició una campaña llamada "Juntos podemos" en la que pedía el apoyo de su afición, y comenzó a referirse al campeonato como "la Liga del clavo ardiendo", al ser su última oportunidad para lograr un título en esta temporada.
El Valencia, que había sido el perseguidor del trío de cabeza durante toda la Liga, fue el único español en pasar la primera eliminatoria de la Champions, derrotando a un Inter de Milán que hasta entonces estaba invicto en la temporada. Los chés cayeron en la siguiente ronda contra el Chelsea de José Mourinho, empatando en Stamford Bridge y perdiendo en Mestalla. Apeados de la Copa en octavos por el Getafe, el Valencia se centró en la Liga. Tuvo opciones de alcanzar a los líderes hasta que perdió un partido clave en el Bernabéu ante el Real Madrid (2-1) a falta de siete jornadas para el final.
Con el Valencia "eliminado" de la lucha por la Liga, Real Madrid y Sevilla se enfrentaron en la jornada 33 para ver quién le disputaba el liderato a un Barcelona que había vuelto a distanciarse, tras ganar cinco partidos de siete. Se adelantaron los sevillistas con un gol genial de Enzo Maresca, pero los blancos remontaron (3-2), en un vibrante encuentro en el que la definición de Van Nistelrooy y Robinho y las asistencias de Guti fueron decisivas.
La Liga iba a decidirse entre el Barça, líder, y el Madrid, que tenía el marcador particular favorable contra los culés. El Madrid, en racha ganadora, se puso en cabeza a la semana siguiente, después de que el Barcelona concediera un empate en casa (1-1) contra el Betis en el último minuto, gol obra de Rafael Sobis. Por si fuera poco, el Barcelona cayó eliminado a manos del Getafe de Bernd Schuster en las semifinales de la Copa al perder por 4-0 en el Coliseum, una de las derrotas más humillantes de la historia del club azulgrana. De nada sirvió la victoria y el gol maradoniano de Messi en la ida.
La lucha por la Liga continuó en las últimas jornadas entre Barcelona y Real Madrid, que continuaron ganando partidos, con el Sevilla como perseguidor. En la jornada 35, el Real Madrid ganó de forma agónica en Huelva (2-3) con un trallazo de Roberto Carlos, su último gol como madridista. El Barcelona respondió goleando 0-6 al Atlético en el Calderón, una derrota aplastante que dejó a los rojiblancos sin jugar en Europa y provocó que Fernando Torres acabara dejando el club de su vida al finalizar la temporada. En la 36, Real Madrid y Barça cumplieron en casa, y en la jornada 37 el Barcelona tendría la oportunidad de ponerse por delante. Recibía a su vecino rival el Espanyol, aunque no se jugaba nada, mientras el Madrid visitaba Zaragoza para medirse con un equipo local que luchaba por entrar en la champions. A falta de dos minutos para finalizar los dos partidos, que se jugaban a la misma hora, el Barça ganaba por 2-1 tras el árbitro validar un gol ilegal con la mano de Messi  y el Madrid perdía ante el Zaragoza por idéntico resultado. Pero dos goles casi al mismo tiempo, de Van Nistelrooy en La Romareda y de Raúl Tamudo en el Camp Nou, dejaron al Real Madrid por encima en la clasificación, y al Barcelona hundido.
En el último partido del campeonato, al Real Madrid le bastaba con ganar en casa al Mallorca, que nada se jugaba, mientras el Barça visitaba a un Nastic de Tarragona ya descendido. Los azulgrana golearon sin problemas (1-5) y durante más de una hora eran campeones de Liga, pues el Madrid comenzó perdiendo, aunque remontó con dos goles de Reyes y uno de Diarra. Los madridistas habían ganado la Liga más disputada en muchos años en la despedida de Roberto Carlos y Beckham. Lograron destronar al Barcelona, emperador hasta entonces, con mucho esfuerzo.
El Sevilla también tuvo opciones matemáticas de luchar por la Liga hasta el final, pero no marcó ningún gol en las últimas dos jornadas y se quedó en la tercera plaza. Pero el final fue feliz para los sevillistas: ganaron las finales de la Copa de la UEFA, disputada en Glasgow ante el Espanyol (2-2) por penaltis, y la Copa del Rey, ante el Getafe en el Santiago Bernabéu por 1-0, gol de Kanouté. El jugador de Malí fue, junto con Daniel Alves, el jugador más destacado de la mejor temporada de la historia del Sevilla.

### Plazas por Europa
Cuarto quedó el Valencia, confirmándose como equipo de Champions, con David Villa como referente ofensivo y la revelación de David Silva. El quinto puesto fue para el Villarreal CF. Ganó los ocho últimos partidos de la Liga, con Diego Forlán en racha. El Zaragoza vio recompensada su apuesta por Pablo Aimar en el verano anterior. Manteniendo a Diego Milito y Ewerthon en ataque, quedaron en la sexta plaza. Accedió también a Europa el Getafe, subcampeón de la Copa.

### Descenso
Los descensos de Celta de Vigo y Real Sociedad fueron sorprendentes; los gallegos fueron sextos en la anterior temporada, y los vascos llevaban cuarenta años seguidos en Primera. Acompañaron a Segunda al Gimnastic de Tarragona, último clasificado. Betis y Athletic vivieron su segunda temporada seguida luchando por no descender y salvándose en la última jornada.

## Clubes participantes y estadios
Tomaron parte en la competición veinte equipos.

### Ascensos y descensos
| Pos. | Descendidos a 2.ª División |
| ---- | -------------------------- |
| 18.º | Deportivo Alavés           |
| 19.º | Cádiz C. F.                |
| 20.º | Málaga C. F.               |

| Pos. | Ascendidos de 2.ª División |
| ---- | -------------------------- |
| 1.º  | R. C. Recrativo de Huelva  |
| 2.º  | Gimnàstic de Tarragona     |
| 3.º  | Levante U. D.              |

| Equipo                           | Ciudad            | Estadio                |
| -------------------------------- | ----------------- | ---------------------- |
| Athletic Club                    | Bilbao            | San Mamés              |
| Club Atlético de Madrid          | Madrid            | Vicente Calderón       |
| Fútbol Club Barcelona            | Barcelona         | Camp Nou               |
| Real Betis Balompié              | Sevilla           | Manuel Ruiz de Lopera  |
| Real Club Celta de Vigo          | Vigo              | Balaídos               |
| Real Club Deportivo de La Coruña | La Coruña         | Riazor                 |
| Real Club Deportivo Espanyol     | Barcelona         | Olímpic Lluís Companys |
| Getafe Club de Fútbol            | Getafe            | Coliseum Alfonso Pérez |
| Club Gimnàstic de Tarragona      | Tarragona         | Nou Estadi             |
| Real Club Deportivo Mallorca     | Palma de Mallorca | Ono Estadi             |
| Levante Unión Deportiva          | Valencia          | Ciutat de València     |
| Club Atlético Osasuna            | Pamplona          | Reyno de Navarra       |
| Real Racing Club de Santander    | Santander         | El Sardinero           |
| Real Madrid Club de Fútbol       | Madrid            | Santiago Bernabéu      |
| Real Sociedad                    | San Sebastián     | Anoeta                 |
| Real Club Recreativo de Huelva   | Huelva            | Nuevo Colombino        |
| Sevilla Fútbol Club              | Sevilla           | Ramón Sánchez Pizjuán  |
| Valencia Club de Fútbol          | Valencia          | Mestalla               |
| Villarreal Club de Fútbol        | Villarreal        | El Madrigal            |
| Real Zaragoza                    | Zaragoza          | La Romareda            |

## Sistema de competición
La Primera División de España 2006/07 fue organizada por la Liga Nacional de Fútbol Profesional (LFP).
Como en temporadas precedentes, constaba de un grupo único integrado por veinte clubes de toda la geografía española. Siguiendo un sistema de liga, los veinte equipos se enfrentaron todos contra todos en dos ocasiones -una en campo propio y otra en campo contrario- sumando un total de 38 jornadas. El orden de los encuentros se decidió por sorteo antes de empezar la competición.
La clasificación final se estableció con arreglo a los puntos obtenidos en cada enfrentamiento, a razón de tres por partido ganado, uno por empatado y ninguno en caso de derrota. Los mecanismos para desempatar la clasificación, si al finalizar el campeonato dos equipos igualaban a puntos, fueron los siguientes:
1. El que tuviera una mayor diferencia entre goles a favor y en contra en los enfrentamientos entre ambos.
2. Si persiste el empate, el que tuviera la mayor la diferencia de goles a favor y en contra en todos los encuentros del campeonato.

En caso de empate a puntos entre tres o más clubes, los sucesivos mecanismos de desempate previstos por el reglamento fueron los siguientes: 
1. La mejor puntuación de la que a cada uno corresponda a tenor de los resultados de los partidos jugados entre sí por los clubes implicados.
2. La mayor diferencia de goles a favor y en contra, considerando únicamente los partidos jugados entre sí por los clubes implicados.
3. La mayor diferencia de goles a favor y en contra teniendo en cuenta todos los encuentros del campeonato.
4. El mayor número de goles a favor teniendo en cuenta todos los encuentros del campeonato.
5. El club mejor clasificado con arreglo a los baremos de juego limpio.

### Efectos de la clasificación
El equipo que más puntos sumó al final del campeonato fue proclamado campeón de liga y obtuvo el derecho automático a participar en la fase de grupos de la siguiente edición de la Liga de Campeones de la UEFA, junto con el subcampeón. Por su parte, el tercer y cuarto clasificado accedieron a dicho torneo a partir de la ronda previa. 
El quinto y el sexto clasificado obtuvieron el derecho a participar en la próxima edición de la Copa UEFA, junto con el campeón de la Copa del Rey. 
Los tres últimos equipos descendieron a la Segunda División. De esta ascendieron, recíprocamente los tres primeros clasificados, para reemplazar a los equipos relegados.

## Clasificación
| Pos. | Equipo                     | Pts. | PJ | G  | E  | P  | GF | GC | Dif. | Clasificación 2007-08                        |
| ---- | -------------------------- | ---- | -- | -- | -- | -- | -- | -- | ---- | -------------------------------------------- |
| 1    | Real Madrid (C)            | 76   | 38 | 23 | 7  | 8  | 66 | 40 | +26  | Fase de grupos de la Liga de Campeones       |
| 2    | Barcelona                  | 76   | 38 | 22 | 10 | 6  | 78 | 33 | +45  | Fase de grupos de la Liga de Campeones       |
| 3    | Sevilla                    | 71   | 38 | 21 | 8  | 9  | 64 | 35 | +29  | Tercera ronda previa de la Liga de Campeones |
| 4    | Valencia                   | 66   | 38 | 20 | 6  | 12 | 57 | 42 | +15  | Tercera ronda previa de la Liga de Campeones |
| 5    | Villarreal                 | 62   | 38 | 18 | 8  | 12 | 48 | 44 | +4   | Primera ronda de la Copa de la UEFA          |
| 6    | Real Zaragoza              | 60   | 38 | 16 | 12 | 10 | 55 | 43 | +12  | Primera ronda de la Copa de la UEFA          |
| 7    | Atlético de Madrid         | 60   | 38 | 17 | 9  | 12 | 46 | 39 | +7   | Tercera ronda de la Copa Intertoto           |
| 8    | Recreativo de Huelva       | 54   | 38 | 15 | 9  | 14 | 54 | 52 | +2   |                                              |
| 9    | Getafe                     | 52   | 38 | 14 | 10 | 14 | 39 | 33 | +6   | Primera ronda de la Copa de la UEFA          |
| 10   | Racing de Santander        | 50   | 38 | 12 | 14 | 12 | 42 | 48 | −6   |                                              |
| 11   | Espanyol                   | 49   | 38 | 12 | 13 | 13 | 46 | 53 | −7   |                                              |
| 12   | Mallorca                   | 49   | 38 | 14 | 7  | 17 | 41 | 47 | −6   |                                              |
| 13   | Deportivo La Coruña        | 47   | 38 | 12 | 11 | 15 | 32 | 45 | −13  |                                              |
| 14   | Osasuna                    | 46   | 38 | 13 | 7  | 18 | 51 | 49 | +2   |                                              |
| 15   | Levante                    | 42   | 38 | 10 | 12 | 16 | 37 | 53 | −16  |                                              |
| 16   | Real Betis                 | 40   | 38 | 8  | 16 | 14 | 36 | 49 | −13  |                                              |
| 17   | Athletic Club              | 40   | 38 | 10 | 10 | 18 | 44 | 62 | −18  |                                              |
| 18   | Celta de Vigo (D)          | 39   | 38 | 10 | 9  | 19 | 40 | 59 | −19  | Descenso de categoría                        |
| 19   | Real Sociedad (D)          | 35   | 38 | 8  | 11 | 19 | 32 | 47 | −15  | Descenso de categoría                        |
| 20   | Gimnàstic de Tarragona (D) | 28   | 38 | 7  | 7  | 24 | 34 | 69 | −35  | Descenso de categoría                        |

 Fuente: [cita requerida]
Notas:
1. ↑  Getafe se clasificó para primera ronda de la Copa de la UEFA 2007-08, ya que el campeón de la Copa del Rey 2006-07 (Sevilla) se clasificó a la tercera ronda previa de la Liga de Campeones de la UEFA.

|                           |
|                           |
| Campeón Real Madrid C. F. |
| 30.º título               |

## Resultados
| Local \ Visitante          | ATH | ATM | BAR | BET | CEL | DEP | ESP | GET | GIM | LEV | MLL | OSA | RAC | RMA | RSO | REC | SEV | VAL | VIL | ZAR |
| -------------------------- | --- | --- | --- | --- | --- | --- | --- | --- | --- | --- | --- | --- | --- | --- | --- | --- | --- | --- | --- | --- |
| Athletic Club              | —   | 1–4 | 1–3 | 1–2 | 0–1 | 1–1 | 2–1 | 2–0 | 0–2 | 2–0 | 1–0 | 0–3 | 0–0 | 1–4 | 1–1 | 4–2 | 1–3 | 1–0 | 0–1 | 0–0 |
| Atlético de Madrid         | 1–0 | —   | 0–6 | 0–0 | 2–3 | 2–0 | 1–2 | 1–0 | 0–0 | 1–0 | 1–1 | 1–0 | 1–1 | 1–1 | 1–1 | 2–1 | 1–2 | 0–1 | 3–1 | 0–1 |
| F. C. Barcelona            | 3–0 | 1–1 | —   | 1–1 | 3–1 | 2–1 | 2–2 | 1–0 | 3–0 | 1–0 | 1–0 | 3–0 | 2–0 | 3–3 | 1–0 | 3–0 | 3–1 | 1–1 | 4–0 | 3–1 |
| Real Betis                 | 3–0 | 0–1 | 1–1 | —   | 1–0 | 1–1 | 1–1 | 0–2 | 1–1 | 2–1 | 0–1 | 0–5 | 1–1 | 0–1 | 0–1 | 0–0 | 0–0 | 2–1 | 3–3 | 1–1 |
| R. C. Celta de Vigo        | 1–1 | 1–3 | 2–3 | 2–1 | —   | 1–0 | 0–2 | 2–1 | 1–1 | 1–2 | 0–3 | 0–2 | 2–2 | 1–2 | 0–0 | 1–2 | 1–2 | 3–2 | 1–1 | 1–1 |
| R. C. Deportivo La Coruña  | 0–2 | 1–0 | 1–1 | 0–1 | 0–1 | —   | 0–0 | 1–0 | 1–0 | 0–0 | 1–0 | 1–0 | 0–0 | 2–0 | 2–0 | 2–5 | 1–2 | 1–2 | 2–0 | 3–2 |
| R. C. D. Espanyol          | 3–2 | 2–1 | 3–1 | 2–2 | 2–1 | 1–3 | —   | 1–5 | 0–1 | 1–1 | 3–1 | 0–0 | 2–2 | 0–1 | 1–0 | 0–1 | 2–1 | 1–1 | 1–1 | 1–2 |
| Getafe C. F.               | 0–0 | 1–4 | 1–1 | 1–1 | 1–0 | 2–0 | 0–1 | —   | 0–1 | 0–0 | 1–0 | 2–0 | 1–0 | 1–0 | 1–0 | 1–1 | 0–0 | 3–0 | 3–0 | 2–2 |
| Gimnàstic de Tarragona     | 2–3 | 0–2 | 1–5 | 0–1 | 1–2 | 0–0 | 4–0 | 1–3 | —   | 2–1 | 2–3 | 2–3 | 2–2 | 1–3 | 1–3 | 1–1 | 1–0 | 1–1 | 0–3 | 1–0 |
| Levante U. D.              | 0–0 | 0–3 | 1–1 | 1–1 | 1–1 | 2–0 | 0–0 | 1–1 | 2–0 | —   | 0–1 | 1–4 | 2–0 | 1–4 | 2–0 | 2–1 | 2–4 | 4–2 | 0–2 | 0–0 |
| R. C. D. Mallorca          | 1–3 | 0–0 | 1–4 | 2–0 | 2–2 | 0–0 | 1–0 | 2–0 | 1–0 | 3–1 | —   | 3–1 | 1–2 | 0–1 | 0–0 | 2–1 | 0–0 | 0–1 | 1–2 | 2–1 |
| C. A. Osasuna              | 1–1 | 1–2 | 0–0 | 5–1 | 0–1 | 4–1 | 0–2 | 0–2 | 2–0 | 2–1 | 3–0 | —   | 0–1 | 1–4 | 2–0 | 1–1 | 0–0 | 1–1 | 1–4 | 2–2 |
| Racing de Santander        | 5–4 | 0–1 | 0–3 | 0–2 | 1–1 | 0–0 | 1–1 | 1–0 | 4–1 | 2–3 | 0–2 | 1–0 | —   | 2–1 | 1–0 | 4–3 | 0–0 | 1–0 | 2–1 | 0–2 |
| Real Madrid C. F.          | 2–1 | 1–1 | 2–0 | 0–0 | 1–2 | 3–1 | 4–3 | 1–1 | 2–0 | 0–1 | 3–1 | 2–0 | 3–1 | —   | 2–0 | 0–3 | 3–2 | 2–1 | 0–0 | 1–0 |
| Real Sociedad              | 0–2 | 2–0 | 0–2 | 0–0 | 3–1 | 1–0 | 1–1 | 0–0 | 3–2 | 1–0 | 3–1 | 2–1 | 0–0 | 1–2 | —   | 2–3 | 1–3 | 0–1 | 0–1 | 1–3 |
| R. C. Recreativo de Huelva | 0–0 | 1–0 | 0–4 | 2–0 | 4–2 | 1–1 | 0–1 | 1–2 | 2–1 | 0–1 | 1–1 | 2–0 | 4–2 | 2–3 | 1–0 | —   | 1–3 | 2–0 | 2–1 | 1–1 |
| Sevilla F. C.              | 4–1 | 3–1 | 2–1 | 3–2 | 2–0 | 4–0 | 3–1 | 1–0 | 2–1 | 4–0 | 2–1 | 2–0 | 4–0 | 2–1 | 2–0 | 2–1 | —   | 3–0 | 4–2 | 3–1 |
| Valencia C. F.             | 1–1 | 3–1 | 2–1 | 2–1 | 1–0 | 4–0 | 3–2 | 2–0 | 4–0 | 3–0 | 3–1 | 1–0 | 0–2 | 0–1 | 3–3 | 2–0 | 2–0 | —   | 2–3 | 2–0 |
| Villarreal C. F.           | 3–1 | 0–1 | 2–0 | 3–2 | 1–0 | 0–2 | 0–0 | 1–0 | 2–0 | 1–1 | 2–1 | 1–4 | 2–1 | 1–0 | 1–1 | 0–1 | 0–0 | 0–1 | —   | 3–2 |
| Real Zaragoza              | 4–3 | 1–0 | 1–0 | 2–1 | 2–0 | 1–1 | 3–0 | 3–1 | 3–0 | 2–2 | 2–0 | 1–2 | 0–0 | 2–2 | 3–2 | 0–0 | 2–1 | 0–1 | 1–0 | —   |

## Plantilla del campeón
Nota: Van Nistelrooy anotó 10 goles en las últimas 9 jornadas

## Máximos goleadores

### Trofeo Pichichi
| Pos. | Jugador                 | Equipo                     | Goles | Partidos |
| ---- | ----------------------- | -------------------------- | ----- | -------- |
| 1º   | Ruud van Nistelrooy     | Real Madrid C. F.          | 25    | 32       |
| 2º   | Diego Milito            | Real Zaragoza              | 23    | 32       |
| 3º   | Frédéric Kanouté        | Sevilla F. C.              | 21    | 32       |
|      | Ronaldinho              | F. C. Barcelona            | 21    | 32       |
| 5º   | Diego Forlán            | Villarreal C. F.           | 19    | 36       |
| 6º   | David Villa             | Valencia C. F.             | 16    | 36       |
| 7º   | Raúl Tamudo             | R. C. D. Espanyol          | 15    | 31       |
|      | Fernando Baiano         | R. C. Celta de Vigo        | 15    | 35       |
| 9º   | Fernando Torres         | Club Atlético de Madrid    | 14    | 36       |
|      | Lionel Messi            | F. C. Barcelona            | 14    | 26       |
| 11º  | Fernando Morientes      | Valencia C. F.             | 12    | 24       |
|      | Florent Sinama-Pongolle | R. C. Recreativo de Huelva | 12    | 34       |
| 13º  | Samuel Eto'o            | F. C. Barcelona            | 11    | 18       |
|      | Dani Güiza              | Getafe C. F.               | 11    | 29       |
|      | Javier Portillo         | Gimnastic de Tarragona     | 11    | 34       |
|      | Roberto Soldado         | C. A. Osasuna              | 11    | 30       |
|      | Nikola Žigić            | Racing de Santander        | 11    | 32       |

## Máximos asistentes

El brasileño Dani Alves logró la mayor cantidad de asistencias.

| Pos. | Jugador             | Equipo              | Asistencias | Partidos |
| ---- | ------------------- | ------------------- | ----------- | -------- |
| 1º   | Dani Alves          | 'Sevilla F. C.'     | 11          | 34       |
| 2º   | Ariel Ibagaza       | R. C. D Mallorca    | 10          | 29       |
|      | Pedro Munitis       | Racing de Santander | 10          | 34       |
|      | David Villa         | Valencia C. F.      | 10          | 37       |
| 3º   | Samuel Eto'o        | F. C. Barcelona     | 8           | 19       |
|      | Deco                | F. C. Barcelona     | 8           | 31       |
| 4º   | Matías Fernández    | Villarreal C. F.    | 7           | 20       |
| 5º   | Juan Riquelme       | Villarreal C. F.    | 6           | 15       |
|      | Vicente             | Valencia C. F.      | 6           | 16       |
|      | Francisco Rufete    | R. C. D. Espanyol   | 6           | 29       |
|      | David López         | C. A. Osasuna       | 6           | 31       |
|      | Mario Cotelo        | Getafe C. F.        | 6           | 31       |
|      | Sergio García       | Real Zaragoza       | 6           | 33       |
|      | Andrés D'Alessandro | Real Zaragoza       | 6           | 36       |
|      | Fran Yeste          | Athletic Club       | 6           | 38       |

### Trofeo Zarra
Por segundo año consecutivo el asturiano David Villa logró el premio otorgado por el Diario Marca al máximo goleador español.
| Pos. | Jugador         | Equipo             | Goles |
| ---- | --------------- | ------------------ | ----- |
| 1º   | David Villa     | Valencia CF        | 16    |
| 2º   | Raúl Tamudo     | RCD Espanyol       | 15    |
| 3º   | Fernando Torres | Atlético de Madrid | 14    |

## Otros premios

### Trofeo Zamora
Abbondanzieri, guardameta internacional de Argentina, consiguió el trofeo al portero menos goleado en su debut en liga española, siendo también la primera vez que un jugador del Getafe CF conseguía el reconocimiento. Para optar al premio fue necesario disputar 60 minutos en, como mínimo, 28 partidos.

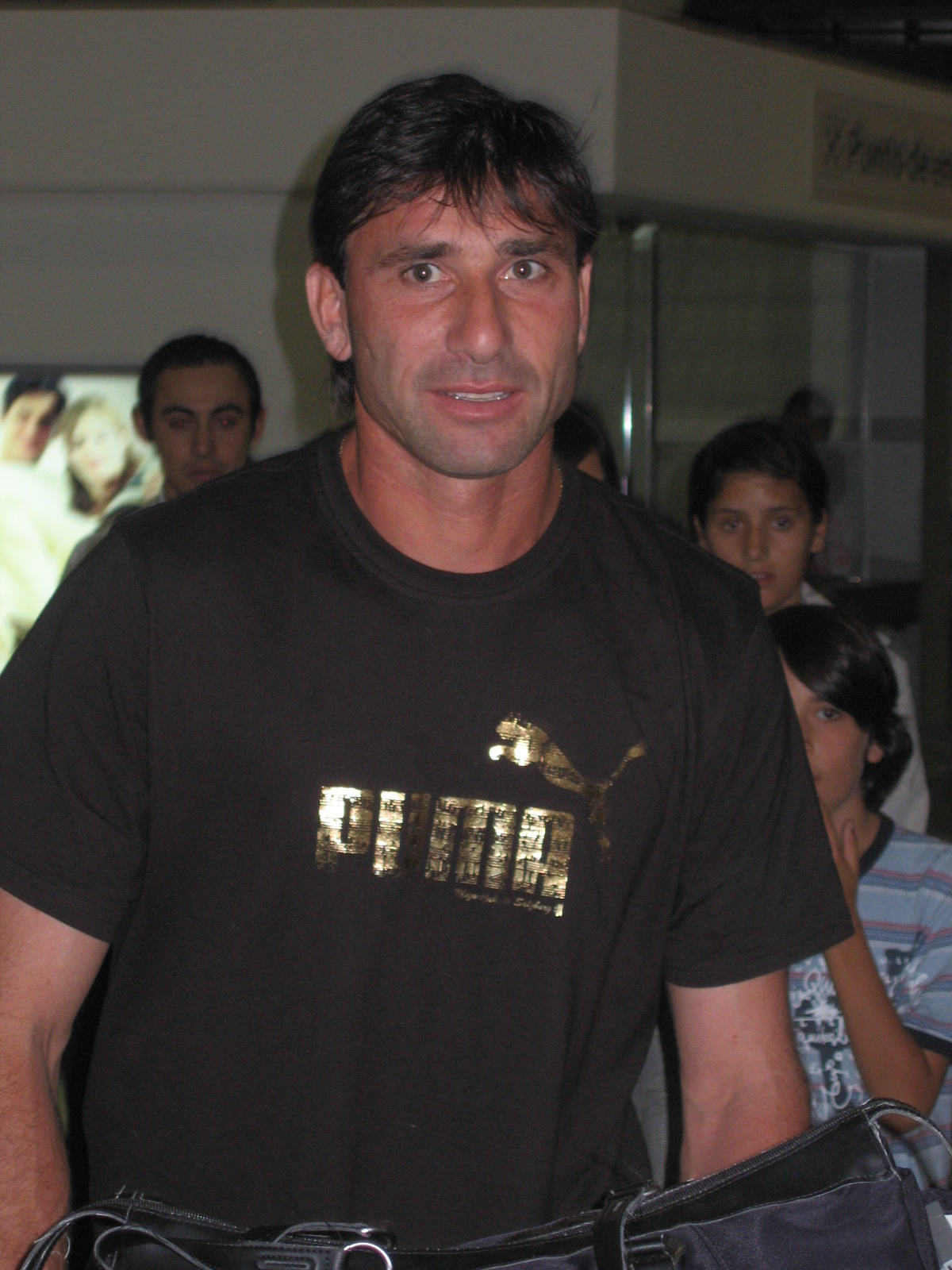
El Pato logró el Zamora en su primera temporada en España.

| Pos. | Jugador               | Equipo                       | Goles | Partidos | Promedio |
| ---- | --------------------- | ---------------------------- | ----- | -------- | -------- |
| 1º   | Roberto Abbondanzieri | Getafe C. F.                 | 30    | 36       | 0,83     |
| 2º   | Víctor Valdés         | F. C. Barcelona              | 33    | 38       | 0,87     |
| 3º   | Leo Franco            | Club Atlético de Madrid      | 28    | 31       | 0,90     |
| 4º   | Andrés Palop          | Sevilla F. C.                | 32    | 33       | 0,97     |
| 5º   | Claudio Bravo         | Real Sociedad                | 29    | 29       | 1,00     |
| 6º   | Santiago Cañizares    | Valencia C. F.               | 32    | 31       | 1,03     |
| 7º   | Íker Casillas         | Real Madrid C. F.            | 40    | 38       | 1,05     |
| 8º   | César Sánchez         | Real Zaragoza                | 43    | 38       | 1,13     |
| 9º   | Dudu Aouate           | R. C. Deportivo de La Coruña | 45    | 38       | 1,18     |
|      | Francisco Molina      | Levante U. D.                | 39    | 33       | 1,18     |

### Trofeo Miguel Muñoz
Marcelino y Juande compartieron esta temporada el premio del Diario Marca al mejor entrenador.

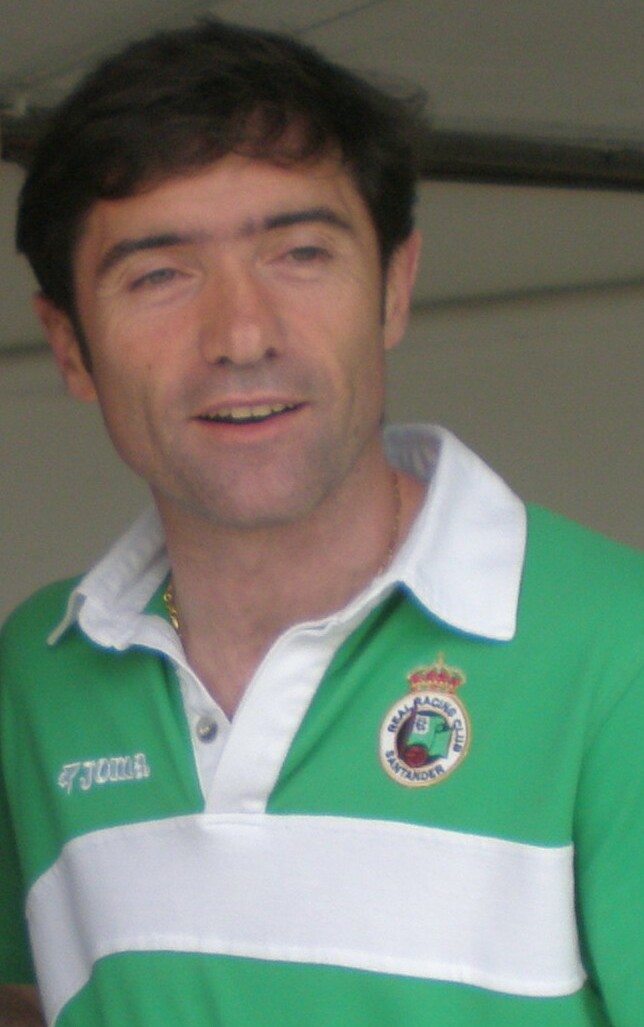
Marcelino logró la mejor clasificación en la historia del Recre.

| Pos. | Entrenador             | Equipo                     | Puntos |
| ---- | ---------------------- | -------------------------- | ------ |
| 1º   | Marcelino García Toral | R. C. Recreativo de Huelva | 63     |
| =    | Juande Ramos           | Sevilla F. C.              | 63     |
| 3º   | Bernd Schuster         | Getafe C. F.               | 55     |
| =    | Miguel Ángel Portugal  | Racing de Santander        | 55     |
| =    | Víctor Fernández       | Real Zaragoza              | 55     |

### Trofeo Guruceta
Además del Premio Don Balón, el navarro Undiano Mallenco obtuvo esta temporada el Trofeo Guruceta del Diario Marca como mejor árbitro de la liga.
| Pos. | Árbitro (colegio)         | Puntos | Partidos | Coeficiente |
| ---- | ------------------------- | ------ | -------- | ----------- |
| 1º   | Alberto Undiano Mallenco  | 24     | 17       | 1,41        |
| 2º   | Julián Rodríguez Santiago | 23     | 17       | 1,35        |
| 3º   | Carlos Megía Dávila       | 20     | 15       | 1,33        |

### Trofeo EFE
A pesar de su juventud -19 años- el argentino Lionel Messi fue designado mejor jugador iberoamericano del torneo.
| Pos. | Jugador      | Equipo          | Puntos | Partidos | Promedio |
| ---- | ------------ | --------------- | ------ | -------- | -------- |
| 1º   | Lionel Messi | F. C. Barcelona | 170    | 26       | 6,53     |
| 2º   | Daniel Alves | Sevilla F. C.   | 219    | 34       | 6,44     |
| 3º   | Ronaldinho   | F. C. Barcelona | 206    | 32       | 6,43     |

### Premio Don Balón
- Mejor equipo: Sevilla FC
- Mejor jugador:  Santi Cazorla (Recreativo de Huelva)
- Mejor jugador español:  Santi Cazorla (Recreativo de Huelva)
- Mejor jugador extranjero:  Lionel Messi (FC Barcelona)
- Mejor pasador:  David Beckham (Real Madrid)
- Mejor veterano: Roberto C. Abbondanzieri (Getafe CF)
- Jugador revelación: Alexis Ruano (Getafe CF)
- Mejor entrenador: Juande Ramos (Sevilla FC)
- Mejor árbitro: Alberto Undiano Mallenco
- Mejor directivo: Ángel Torres (Getafe CF)

### Premio Juego Limpio
El Real Club Recreativo de Huelva fue el ganador del premio otorgado por la Real Federación Española de Fútbol al fair play.
| #  | Club                       | Puntos |
| -- | -------------------------- | ------ |
| 1º | R. C. Recreativo de Huelva | 84     |
| 2º | Getafe C. F.               | 103    |
| 3º | R. C. D. Mallorca          | 104    |

## Récords y estadísticas
- Total goles marcados: 942 en 478 partidos (promedio: 1,97 goles por partido)
- Equipo con más penaltis a favor: Racing de Santander y Sevilla FC, 11
- Equipo con más penaltis en contra: Celta de Vigo y Recreativo de Huelva, 9
- Jugador con más asistencias: David Beckham (Real Madrid), 93 asistencias
- Jugador más veces amonestado: Jesús Navas (Sevilla FC), 26 tarjetas amarillas
- Jugador más veces expulsado: Kalu Uche (UD Almería), 5 tarjetas rojas

## Árbitros
Un total de 24 colegiados arbitraron los partidos de la Primera División de España 2006/07. Debutaron en la categorías Álvarez Izquierdo, Clos Gómez y Delgado Ferreiro. Por el contrario, respecto a la temporada anterior, causaron baja tres colegiados, por retirada: Víctor Esquinas Torres, Evaristo Puentes Leira y Xavier Moreno Delgado, los dos últimos tras ser relegados a Segunda División como los dos árbitros con peor nota en la clasificación elaborada por el Comité Técnico de Árbitros de la Real Federación Española de Fútbol durante la temporada 2005/06.
| Árbitro            | Colegio             | PA | 1  | X | 2 | TA  | TR | TRD | Pen |
| ------------------ | ------------------- | -- | -- | - | - | --- | -- | --- | --- |
| Álvarez Izquierdo  | Catalán             | 17 | 8  | 2 | 7 | 95  | 2  | 5   | 11  |
| Ayza Gámez         | Valenciano          | 15 | 6  | 2 | 6 | 69  | 1  | 3   | 3   |
| Clos Gómez         | Aragonés            | 17 | 5  | 3 | 9 | 81  | 5  | 5   | 8   |
| Daudén Ibáñez      | Aragonés            | 12 | 3  | 6 | 3 | 74  | 5  | 2   | 3   |
| Delgado Ferreiro   | Vasco               | 15 | 6  | 7 | 2 | 83  | 5  | 0   | 6   |
| Fernández Borbalán | Andaluz             | 17 | 10 | 4 | 3 | 75  | 4  | 4   | 2   |
| González Vázquez   | Gallego             | 12 | 9  | 3 | 0 | 67  | 5  | 3   | 3   |
| Iturralde González | Vasco               | 16 | 7  | 4 | 5 | 106 | 2  | 8   | 2   |
| Lizondo Cortés     | Valenciano          | 15 | 8  | 4 | 3 | 80  | 4  | 5   | 5   |
| Medina Cantalejo   | Andaluz             | 17 | 4  | 6 | 6 | 90  | 2  | 2   | 6   |
| Megía Dávila       | Madrileño           | 15 | 5  | 7 | 3 | 59  | 1  | 2   | 2   |
| Mejuto González    | Asturiano           | 19 | 9  | 3 | 7 | 75  | 3  | 1   | 6   |
| Muñiz Fernández    | Asturiano           | 17 | 8  | 3 | 6 | 102 | 4  | 5   | 3   |
| Pérez Burrull      | Cántabro            | 19 | 11 | 2 | 6 | 112 | 6  | 8   | 6   |
| Pérez Lasa         | Vasco               | 17 | 6  | 5 | 6 | 97  | 4  | 4   | 4   |
| Pérez Lima         | Tinerfeño           | 13 | 6  | 4 | 3 | 83  | 4  | 5   | 4   |
| Pino Zamorano      | Castellano-Manchego | 14 | 7  | 5 | 2 | 69  | 0  | 2   | 2   |
| Ramírez Domínguez  | Andaluz             | 16 | 5  | 5 | 6 | 74  | 6  | 2   | 5   |
| Rodríguez Santiago | Castellano-Leonés   | 17 | 8  | 4 | 5 | 78  | 2  | 3   | 3   |
| Rubinos Pérez      | Madrileño           | 15 | 7  | 3 | 6 | 85  | 6  | 3   | 6   |
| Teixeira Vitienes  | Cántabro            | 16 | 5  | 5 | 6 | 84  | 1  | 2   | 3   |
| Turienzo Álvarez   | Castellano-Leonés   | 16 | 10 | 0 | 6 | 93  | 6  | 3   | 6   |
| Undiano Mallenco   | Navarro             | 17 | 8  | 7 | 2 | 85  | 3  | 2   | 4   |
| Velasco Carballo   | Madrileño           | 17 | 11 | 3 | 3 | 113 | 3  | 1   | 6   |

PA = Partidos arbirtados; 1 = Partidos con victorial local; X = Partidos con empate; 2 = Partidos con victoria visitante; TA = Tarjetas amarillas mostradas; TR = Tarjetas rojas mostradas; TRD = Tarjetas rojas directas mostradas; Pen = Penaltis señalados

### Vídeos
- Resumen del Real Madrid-Barcelona (2-0)
- Resumen del partido Barcelona-Real Madrid (3-3)
- Resumen del Real Madrid - Mallorca, última jornada de liga (en inglés)
- Remontadas del Real Madrid en las últimas jornadas de liga

| Predecesor: Primera División de España 2005/06 | Primera División de España 2006/07 | Sucesor: Primera División de España 2007/08 |

- Datos: Q476653
- Multimedia: La Liga season 2006-2007 / Q476653